# Furukawa Shuntaro
Furukawa Shuntaro (古川 俊太郎 (Cổ Xuyên Tuấn Thái Lang) sinh 10 tháng 1 năm 1972) là một doanh nhân người Nhật và là người điều hành công ty. Ông là vị chủ tịch hiện tại và thứ sáu của công ty phát triển trò chơi điện tử Nintendo tại Nhật Bản. Ông kế thừa chức chủ tịch của Kimishima Tatsumi vào tháng 6 năm 2018.

## Tiểu sử
Furukawa sinh ngày 1 tháng 10 năm 1972 tại Tokyo, Nhật Bản, là con trai của họa sĩ Furukawa Taku. Ông lớn lên cùng với việc chơi các trò điện tử trên máy Famicom của Nintendo. Furukawa tốt nghiệp Trường Trung học cơ sở Kunitachi và đỗ Đại học Waseda vào năm 1994 sau khi theo học chương trình Khoa học Chính trị và Kinh Tế.

## Sự nghiệp
Vào tháng 4 năm 1994, ông gia nhập Nintendo và làm kế toán tại Châu Âu suốt mười năm. Đến giữa thập niên 2010, ông thăng tiến, làm việc trong bộ phận tiếp thị toàn cầu, bộ phận điều hành và là giám đốc đối ngoại của The Pokémon Company Furukawa có thể nói tiếng Anh trôi chảy và tham gia vào quá trình phát triển Nintendo Switch. Vào ngày 28 tháng 6 năm 2018, ông kế thừa Kimishima Tatsumi, lên làm chủ tịch tiếp theo của Nintendo và trở thành người thứ sáu tiếp nhận chức vụ này trong lịch sử công ty.